# 담즙산 결합수지
담즙산 결합수지(bile acid binding resins), 담즙산 수지 또는 담즙산 격리제(bile acid sequestrants)는 위장관계 내의 담즙의 특정 성분에 결합하는 수지(레진, resin)이다. 이 약물군은 담즙의 구성 성분에 결합하여 장에서 재흡수되지 못하게 만들어, 담즙산의 장간순환을 방해한다. 담즙산 수지는 지질저하제에 속하지만 콜레스테롤 저하 외의 다른 목적으로 사용하기도 하는데, 가령 담즙산 흡수장애로 인한 만성 설사 치료에도 이용된다.

## 목록
담즙산 결합수지에는 세 주요 약물이 속하며, 모두 합성 중합 수지이다.
- 콜레스티라민
- 콜레스티폴
- 콜레세벨람

## 작용 기전
담즙산 수지는 이온 교환 수지로 작용하는 중합체 화합물로, 염소 이온과 같은 음이온을 담즙산과 교환한다. 이로 인해 담즙산은 장간순환에서 '격리'된다. 간은 이 손실된 담즙산을 대체하기 위해 더 많은 담즙산을 생산한다. 체내에서 담즙산을 만들어내기 위해 콜레스테롤을 소모하므로, 혈중 순환 LDL 콜레스테롤 농도는 감소한다.
담즙산 수지는 거대한 중합 구조로, 따라서 장에서 혈류로 잘 흡수되지 않는다. 따라서 담즙산 수지는 담즙산과 결합한 상태로 위장관계를 따라 그대로 대변으로 배출된다.

## 의학적 사용

### 고지혈증
담즙산은 콜레스테롤을 재료로 생합성되므로, 담즙산 재흡수가 방해를 받으면 콜레스테롤, 특히 흔히들 "나쁜 콜레스테롤"이라 부르는 LDL 콜레스테롤 농도가 감소한다. 이 덕에 담즙산 수지는 고콜레스테롤혈증과 이상지질혈증 치료에 사용된다.
그러나 스타틴이 개발된 이후, 담즙산 수지가 지질저하제로 사용되는 일은 크게 줄어들었다. 이는 스타틴이 LDL 콜레스테롤 감소 효과가 담즙산 수지보다 크기 때문이다. 한편 콜레스테롤 저하 시도 시 피브레이트 대신 담즙산 수지를 스타틴과 병용하기도 한다. 이는 피브레이트를 스타틴과 병용할 시 횡문근융해증 발생 위험이 증가하는 것으로 추정되기 때문이다. 담즙산 수지는 중성지방을 5% 정도 증가시킬 우려가 있으므로, 중성지방이 증가한 환자에서는 사용을 자제한다.

### 담즙산 흡수장애
과다한 담즙산이 소장 끝부분인 회장에서 전부 흡수되지 못하고, 대장으로 들어가면서 만성 설사가 유발될 수 있다. 이러한 담즙산 흡수장애는 회장 수술 후, 크론병, 기타 위장관 관련 원인으로 발생 가능하며, 특발성 질환인 경우도 흔하다. 진단을 위해 SeHCAT 검사를 실시할 수 있다. 담즙산 설사는 쓸개 제거의 부작용으로 발생하기도 한다.
담즙산 수지는 담즙산 유도성 설사의 주된 치료법이다. 콜레스티라민, 콜레스티폴, 콜레세발람이 모두 사용된다. 고지혈증에 사용할 때만큼 고용량을 사용할 필요는 없다. 다수 환자에 대해 설사는 잘 개선되지만, 복통과 복부 팽만이 악화되어 내약성이 좋지 못한 경향이 있다.

### 기타 질환
간경변증 같은 만성 간질환에서, 담즙산이 피부에 축적되면서 가려움증을 유발할 수 있다. 따라서 만성 간질환 환자의 가려움증 예방을 위해 담즙산 수지를 사용하기도 한다.
갑상선 기능 항진증 치료 시 보조 요법으로 담즙산 수지를 사용하기도 한다. 장간순환이 억제되면서 L-티록신이 대변을 통해 더 많이 배설되며 체내 티록신 농도를 낮추는 효과가 있다.
디피실리균(Clostridioides difficile) 감염 치료 시 독소 A와 B를 흡수하기 위해 사용 가능하다.

## 부작용
담즙산 수지는 장 내에 머물도록 설계되었으므로, 대개 전신 부작용을 일으키지는 않지만 위장관계 부작용을 유발한다. 그 예로는 변비, 설사, 복부 팽만, 속의 부글거림 등이 있다. 간혹 약물의 맛이 이상하다고 불만을 제기하는 환자들도 있다.
담즙산 수지는 장에서 잘 흡수되지 않으므로, 임신 중 사용은 보통 안전하다고 생각된다. 그러나 비타민 흡수를 방해하므로 비타민 결핍증으로 인해 태아에 영향이 갈 여지가 있다. 따라서 비타민 보충제 사용을 고려할 수 있으며, 이때 보충제와 담즙산 수지 복용 시간 사이에는 간격을 충분히 둔다.

## 약물 상호작용
담즙산 수지는 담즙산뿐만 아니라, 위장관계 내의 약물에 결합하여 혈액으로 약물이 흡수되는 것을 방해한다. 이 때문에 다른 약물과 같이 복용할 시, 복용 시간을 몇 시간 정도 떨어뜨릴 것이 대개 권장된다.

### 비타민
비타민 A, 비타민 D, 비타민 E, 비타민 K 같은 지용성 비타민에 결합한다. 이로 인해 비타민 결핍증을 일으킬 수 있으므로, 혈중 비타민 농도를 확인하여 필요 시 보충해 줘야 한다.